# Schlacht von Vicenza

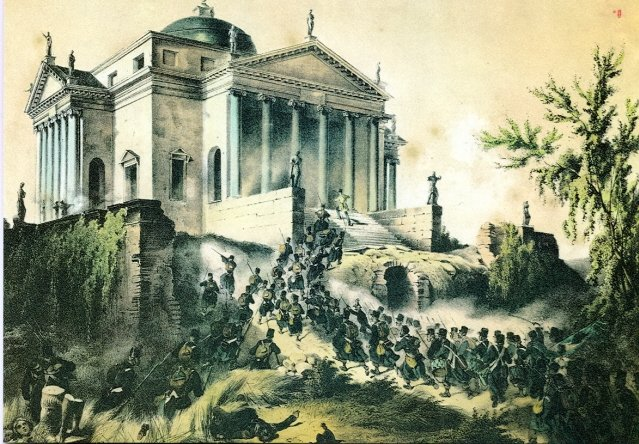
Angriff auf die Villa Rotonda

Die Schlacht von Vicenza (italienisch: Battiglia di Monte Berico) am 10. Juni 1848 war ein Kampfgeschehen des Ersten italienischen Unabhängigkeitskrieges. Dabei griffen die Österreicher unter Feldmarschall Radetzky die Stadt Vicenza an, die von italienischen Freiwilligen und Soldaten der päpstlichen Armee unter General Giovanni Durando verteidigt wurde. Die Schlacht konzentrierte sich im Süden der Stadt auf den Hängen des Colli Berici und endete mit der Eroberung der Stadt durch die Österreicher.

## Vorgeschichte
Nach Beginn der Märzrevolution in Wien befand sich auch die Lombardei im Aufstand gegen die österreichische Herrschaft. Feldmarschall Radetzky hatte sich im Fünf-Tage-Aufstand mit seiner Garnison aus Mailand zum Festungsviereck nach Verona zurück kämpfen müssen. Nach dem Abfall Venedigs befand sich auch Venetien im Aufstand, Padua, Treviso, Palmanova und Vicenza bildeten Bürgerwehren und vertrieben die österreichischen Besatzungen. Die Österreicher sahen sich zur Sicherung der Nachschublinien gezwungen, wenigsten die Verkehrswege über Vicenza wieder freizumachen.

### Verteidigungsvorbereitungen
Die wegen ihrer Architektur berühmte Stadt Vicenza liegt am Fuß eines nach Süden vorgelagerten Hügelgeländes, das Colli Berici genannt wird. Auf dem höchsten Punkt des Plateaus befindet sich die Kirche und das Kloster Madonna del Monte. Gegen die Stadt hin, die von dem Punkte Madonna aus gänzlich beherrscht ist, sind die Abfälle steil. Eine Anzahl anmutiger Villen und Gärten bedeckten diesen Hügel, darunter Palladios berühmte Villa Rotunda. Die wenigen Häuser, die sich an die Hügel und Villen anlehnten, waren von den italienischen Nationalisten zur Verteidigung hergerichtet und dazwischen Brustwehren errichtet worden. Auf den Hügeln waren in Richtung Arcugnano mehrere Befestigungen und Batteriestellungen angelegt worden, welche seit April von etwa 5000 Freiwilligen besetzt worden waren.

### Erster Angriff auf Vicenza
FZM Graf Nugent war am 17. Mai erkrankt und übergab das 2. Reservekorps an FML Graf Thurn, welches am folgenden Tag in das reguläre 3. Armeekorps umbenannt wurde. Nach der Vertreibung der päpstlichen Truppen aus Piazzola versuchten die Truppen Thurns einen Handstreich auf Vicenza. Die Österreicher überquerten den Fluss Brenta und griffen die Stadt am 23. Mai 1848 an. Ab Mitternacht rückten die Brigade Felix zu Schwarzenberg in drei Kolonnen zum Borgo S. Felice, Rocchetta und am Monte Berico vor. Sie wurden aber bereits von den etwa 5000 Verteidigern der Stadt empfangen. Die Verteidiger Vicenzas bestanden aus venezianische Abteilungen, aus je einem Bataillon aus Bologna und Faenza und Freiwilligen. Die erbittertsten Zusammenstöße fanden in Borgo S. Felice statt, das hartnäckig verteidigt wurde. Ein von Antonio Piccoli geleitetes Geschütz verwehrte den Einbruch an der Porta San Bartolomeo. Trotz der Unterstützung durch 6 Kanonen konnten die Angreifer nicht in die Stadt eindringen. Die Österreicher brachen am späten Vormittag des 24. Mai ab und zogen sich unter schweren Verlusten nach Verona zurück. Eine Einheit die Stadt unter dem Kommando von General Giacomo Antonini und griff die Österreicher beim Rückzug bei Ponte Alto an, ohne sie jedoch daran hindern zu können, die Festung Verona am 25. Mai zu erreichen.

### Lage bei den Italienern
Am 30. Mai 1848 wurden die Österreicher durch die Piemonteser unter Generalleutnant Eusebio Bava in der Schlacht von Goito zurückschlagen, worauf auch die Besatzung der Festung Peschiera kapitulieren musste. Feldmarschall Radetzky gab gegenüber den Piemontesen die letzten Stützpunkte am Mincio auf und zog seine etwa 40.000 Mann starke Armee hinter den Schutz der Festung Verona zurück.
Inzwischen war in Vicenza ein vorläufiger Ausschuss unter dem Vorsitz des Anwalts Gian Paolo Bonollo eingerichtet worden. Zu den Mitgliedern zählte der Rechtsanwalt Sebastiano Tecchio, Don Giuseppe Fogazzaro, der Notar Bartolomeo Verona, der Kaufmann Giovanni Toniato, der Domherr Don Giovanni Rossi und der Adlige Luigi Loschi. General Giovanni Durando, Führer der päpstlichen Truppen hatte den Oberbefehl übernommen und stellte zwei Bataillone Schweizer mit 8 Geschützen auf dem Monte Berico auf. Die römische Freiwilligen-Legion wurde von Enrico Cialdini und Giuseppe Gallieno geführt, das Universitätsbataillon führte Major Luigi Ceccarini und das Bürgerbataillon stand unter Major Raffaele Pasi. Die Verteidigung des Stadtzentrums war Oberst Giacomo Zanellato anvertraut, den Kommandanten der Nationalgarde von Vicenza. Er war verantwortlich für die Verteidigung der Porta Lupia, Campo Marzo und die Hänge des Monte Berico. Oberst Domenico Belluzzi, Kommandant der Garnison, unterstützt von Major Marquis Stefano und Leutnant Graf Erminio befehligten am Borgo Castello, Campo del Gallo (Montecatini und Valbruna), Porta Santa Croce, San Bortolo, Recinto Capra, Porta Santa Lucia und Borgo Scroffa. Der Stabschef Alessandro Avogadro di Casanova war verantwortlich für die Verteidigung an der Porta Padova und Porta Monte sowie für die Positionen bei Valmarana.

### Aufmarsch der Österreicher
Zum Schutz der rückwärtigen Verbindungen waren die Österreicher nach den Schlappen am Mincio dringend zum Handeln gezwungen. Die Streitkräfte, die zum neuerlichen Einsatz gegen Vicenza versammelt wurden, bestanden aus dem 1. und 2. Korps sowie zwei Brigaden des 3. Korps. Das 1. Reservekorps unter FML von Wocher wurde über Bovolone und Villafranca nach Verona herangezogen, auch die Kavallerie-Brigade Schaffgotsch hatten mit etwa 10.000 Mann die Verteidigung Veronas aufrechtzuerhalten. Wegen der großen Ausdehnung der Festung und der ungünstigen Loyalität der Einwohner blieb aber eine große Besorgnis für diesen wichtigen Platz. Die Schanzen am Porta Nuova und jene bei Santa Lucia sowie auf der Höhe von St. Caterina wurden unter Anstrengung aller Kräfte vervollständigt. Radetzkys Armee ließ in der Nacht zum 4. Juni abrücken: Das 1. Armeekorps unter Eugen Wratislaw rückte über Mantua, wo die Brigade Benedek zwischen Marmirolo und Castiglione als Sicherung gegenüber den Piemontesen zurückblieb. Das 2. Armeekorps unter Konstantin d’Aspre marschierte nach Legnago, dahinter folgten zwei Brigaden des 3. Korps als Arrieregarde nach. Am 5. Juni marschierten die Truppen des 1. Armeekorps über Castelbelforte und Erbè nach Bovolone; die Truppen des 2. Armeekorps und Radetzky mit seinem Stab erreichte Sanguinetto. Am 6. Juni verhinderte der hohe Wasserstand der Etsch einen Brückenschlag bei Angiari, so musste die Armee südlicher bei Legnano übergehen, das 1. Armeekorps erreichte Bevilacqua und das 2. Armeekorps nebst dem Hauptquartier erreichte Montagnana. Am 8. Juni standen Radetzkys Truppen bei Barbarano und am 9. bei Longare.
Gleichzeitig mit der Hauptmacht rückte auch die Brigade des Generalmajor Culoz über Montebello und Brendola bis zum 9. Juni nach Arcugnano vor, wo Culoz jene Überschwemmung umging, welche Graf Thurn beim letzten Angriff unüberwindliche Hindernisse bereitete.
Es war 3 Uhr Morgens, als die Vorhut von Culoz am 10. Juni in den Schluchten des Rambaldo ankam, ein gedecktes Lager bezog und Vorposten aufstellte. Noch vor Tagesanbruch entsandte Culoz drei Jäger-Abteilungen unter Oberst Hahne, um den wichtigen Höhenzug von San Margherita einzunehmen, um von dort aus auch das Castell Rombaldo, das von italienischen Insurgenten und Schweizern besetzt war, ebenfalls einzunehmen. Die folgende Gefechtspause benützte Culoz zur Rekognoszierung der feindlichen Stellung. Er erkannte, dass diese nur dann mit geringem Verlust zu nehmen wären, wenn der Gegner selbst die kaiserlichen Truppen angreifen würde. Dies veranlasste ihn vorerst mit nur geringen Kräften aufzutreten und die Masse seiner Infanterie verschleiert zu halten.

## Die zweite Schlacht von Vicenza

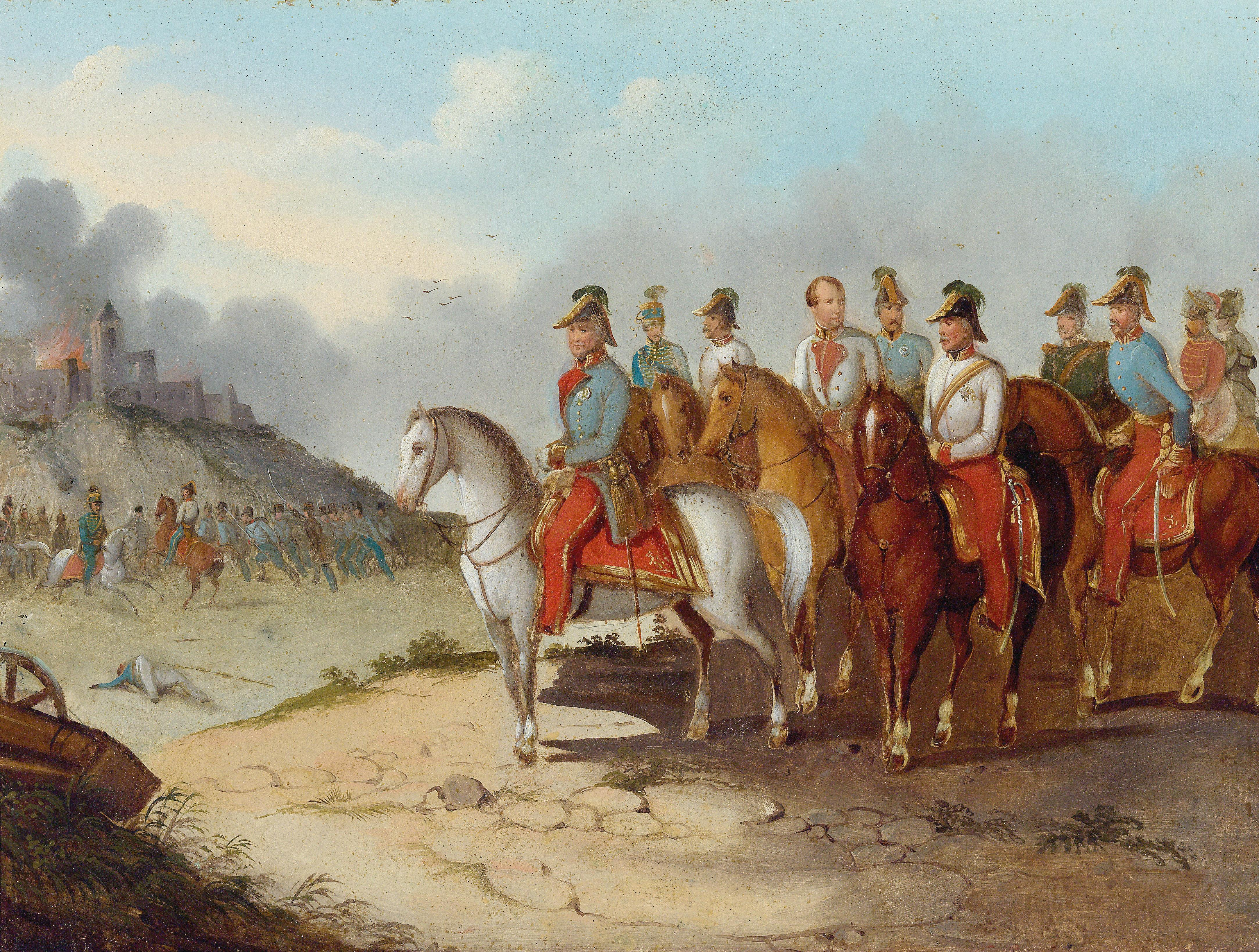
Feldmarschall Radetzky und sein Generalstab

Die österreichische Armee rückte mit etwa 30.000 Mann und 124 Geschützen im Halbkreis aus dem Süden und von Osten auf Vicenza vor. Das 1. Armeekorps marschierte auf breiter Front vom Berico-Plateau bis zum Bacchiglione und das 2. Armeekorps auf der Straße von Padua und Treviso vor.
Feldmarschall Radetzky hatte sich auf einen Hügel gegenüber des Monte Berico begeben, von wo er die ganze Schlachtlinie übersehen konnte. Vicenza wurde im Süden vom päpstlichen Truppen (Schweizern) und von Freiwilligen verteidigt. Obwohl das Hügelgebiet mit etwa 4000 Mann verteidigt wurde, konnte Durando auf insgesamt etwa 11.000 Mann und 38 Geschütze zurückgreifen. 2500 Mann seiner Streitkräfte unter dem Kommando der Obersten Enrico Cialdini und Massimo d’Azeglio hatten die Aufgabe am Monte Berico zu verteidigen.
Nach der von Radetzky entworfenen Disposition sollte der Angriff am folgenden Tag um 10 Uhr vormittags erfolgen: Die am linken Flügel stehende Brigade Culoz hatte den Befehl erhalten, mit den Angriff auf dem Höhengelände der Berici so lange zu warten, bis rechts von ihm die beidseitig des Bacchiglione vorgehenden Truppen des 1. Armeekorps mit der Beschießung der feindlichen Stellungen beginnen würden. Dazu hatte die Division Schwarzenberg (Brigade Clam-Gallas und Strassoldo) auf der aus Este führenden Straße von Süden her in Vicenza einzubrechen, rechts davon hatte die Brigade Wohlgemuth mit dem 2. Korps die Verbindung zu halten.
Im Osten der Stadt sollte das 2. Armeekorps mit der Brigade Liechtenstein gegen die Vorstadt vor Porta di Padova, mit der Brigade Taxis gegen die Vorstadt S. Vito und die Porta Santa Lucia angreifen. Die Infanteriebrigaden Simbschen und Gyulai sowie die Kavallerie unter Schaffgotsch diente dahinter als Reserve.

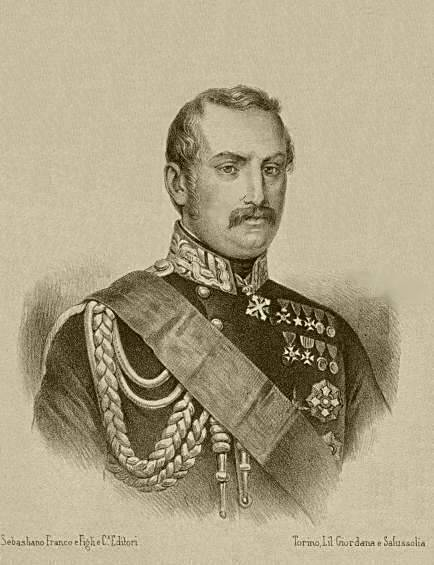
Giovanni Durando

Im Osten der Stadt stieß das österreichische 2. Korps auf starken Widerstand.
FML d’Aspre ließ die Truppen des 2. Korps eine Notbrücke über den Bacchiglione schlagen, marschierte auf das linke Ufer und fasste Position am Torre di Quartesole. Die entscheidenden Kämpfe wurden aber südlich der Stadt am Höhengelände des Monte Berici geführt, auf dessen Bergrücken es den Brigaden des 1. Armeekorps gelang, die römischen Freiwilligen zu verdrängen. Das Oberkommando des 1. Korps hatte die Brigade Wohlgemuth zunächst auf dem linken Ufer des Bacchiglione bei Secula belassen, um die Verbindungen mit dem 2. Korps sicherzustellen. Die Brigade ging aber bald wieder über den Bacchiglione zurück und entfaltete ihre Avantgarde an der Seite Strassaldos bei Debba.
Generalmajor Culoz, der seine Brigade von San Bonifacio über die Hügel bei Arcugnana vorführte, versuchte den Monte Berico einzunehmen. Das Verteidigungssystem der Berici-Höhen wurde in aufeinanderfolgenden Linien am Bella Guardia, Ambellicopoli und an der Villa Guiccioli in der Nähe der Basilika angeordnet. Die Brigade Culoz nahm zuerst Bella Guardia ein, verlor diese Höhe wieder und nahm sie bald zurück.
Gegen 11 Uhr erhielt Generalmajor Graf Clam-Gallas den Befehl, die Villa Rotonda zu nehmen. Er dirigierte das Regiment Prohaska in 2 Kolonnen, von welchen eine unter Hauptmann Trost auf der Straße vorrückte, während die andere unter Oberst Reischach links derselben, in dem mit einer Mauer umschlossenen Garten eindrang. Bald hatten Reischachs Truppen die Villa Rotunda erstürmt und Hauptmann Trost den Gegner auf der Straße zurückgedrängt. Die Österreicher stürmten dann die Eisenbahnbrücke über die Bacchiglione und rückten auf die Porta Monte vor. Gegen 14 Uhr starteten die Verteidiger einen Gegenangriff, der fehlschlug und bei dem Cialdini verwundet wurde. Das wechselseitige Gewehr- und Geschützfeuer auf den Höhen des Monte di Bella Vista und am Monte-Berico dauerte bis 3 Uhr nachmittags an, als sich die Italiener getäuscht über die Stärke des Gegners den linken Flügel des General Culoz im Sturmschritte angriffen. Radetzky hatte Culoz bereits das 10. Jägerbataillon, das 2. Bataillon Hohenlohe-Infanterie Nr. 17, zwei Haubitzen, eine Fuß- und eine Raketen-Batterie zur Verstärkung gesandt. Als Culoz zum allgemeinen Gegenangriff antrat, wurde eine bisher getarnt gehaltene Batterien demaskiert und empfing die Stürmenden mit einem Kartätschenhagel. Bald tobte der heftige Kampf um den Ambellicopoli Hügel, die wichtigste Position im italienischen Verteidigungssystem. Hauptmann Karl von Kopal führte ein Bataillon in die Schlucht, um aus dieser dann mit einem Male hervorzubrechen. Nachdem das 10. Bataillon aus der Schlucht debouchiert war, formierte sich Hauptmann Jablonski zum raschen Anlauf gegen zwei Schanzen. Unverweilt rückte Kopal mit seinem Bataillon nach, gegen die Schanzen und auf Villa Carcano führend. Oberst Kopal drängte in deren vorderste Reihe, aber in dem Augenblicke, als ihm eine Kugel den rechten Arm zerschmetterte (der Oberst erlag nach wenigen Tagen an seiner Verwundung). In der Basilika versuchten die Schweizer das Haupttor zu verriegeln; doch die Kroaten des Oguliner-Regiments drangen im Nahkampf nach. Die Italiener wurden jetzt von allen Seiten zurückgedrängt und verfolgt, schließlich zogen sich die Schweizer durch die Seitentüren aus der Basilika zurück. Während das Sanktuarium noch von einigen opferbereiten Leuten verteidigt wurde, zog sich die Masse der Verteidiger geordnet zurück.
Am Ostabschnitt rückte die Brigade Liechtenstein in zwei Kolonnen vor, Oberst Török wurde an der Spitze der Reuß-Husaren der Angriff gegen die Porta Padua übertragen. Die am rechten Flügel stehende äußerste Brigade Taxis war gegen Mittag bis auf Vorstadt Santa Lucia vorgerückt und war durch starkes Kartätschenfeuer gestoppt worden. Am Eingang der östlichen Vorstadt war von den Stadtmilizen eine starke Barrikade errichtet, das dortige Seminarium war mit zwei Geschützen gesichert und links davon eine weitere Verschanzung samt einiger Kanonen am Zivilspital postiert. Zwei Kompagnien des Regiments Kaiser gingen als Plänkler voraus, die Brigadebatterie fuhr auf der Straße auf.
Die zahlenmäßige Überlegenheit der Österreicher hatte derweil im Süden den Verlust des Monte Berico zur Folge. Ab 17 Uhr bestanden kein Zweifel mehr am Ausgang des Gefechts, die Außenverteidigung beim Klostergelände am Monte Berico brach zusammen, die Brigaden Clam-Gallas und Wohlgemuth begannen im Rücken der letzten Stellung der Italienern einzutreffen, Massimo d’Azeglio wurde dabei verwundet.
General Culoz führte vor Anbruch des Abends eine schwere Geschützbatterie auf der die Stadt beherrschenden Höhe vor und begann die Stadt zu beschießen.
Die Verluste der Österreicher bei den Angriffen betrugen 304 Tote, 541 Verwundete, 140 Vermisste, die Italiener hatten 293 Tote und 1665 Verwundete zu beklagen.
Die Österreicher, die in die Ebene vorgedrungen waren, stehen vor den Toren der Stadt und begann die Beschießung mit Haubitzen. Vor den Stadtmauern sahen die Stadtbewohner ihre Batterien am Monte Berico demontiert und hissten bald die weiße Fahne. General Durando gab die Schlacht verloren und wollte die Zerstörung der Stadt verhindern und die Zivilisten schützen. Seine Proklamation um 19 Uhr erklärte die Kapitulation für notwendig, obwohl viele Bürger dagegen waren.

## Folgen
Am folgenden Tag den 11. Juni um 1 Uhr nachts stellten die Österreicher die Bombardierung der Stadt ein und erlaubten nach Beginn der Verhandlungen der ehemaligen päpstlichen Armee den Rückzug südlich des Po. Nach längeren Verhandlungen wurde zwischen den Gegnern ein Abkommen erreicht und in der Villa Balbi unterzeichnet. Durandos Truppen erhielt freien Abzug seiner Truppen und verpflichtete sich dafür drei Monate lang nicht gegen Österreich zu kämpfen. Etwa 9000 italienische Soldaten zogen am Vormittag aus Vicenza aus. Die Eroberung von Vicenza führte zum anschließenden Fall von Padua, Treviso (13. Juni) und Palmanova (24. Juni).
An der Hauptfront versuchte König Karl Albert noch Mitte Juli zur Festung Mantua durchzubrechen. Die Ausdehnung seiner Frontlinie nutzte Radetzky, der nach der Wiedervereinigung seiner Hauptmacht die Piemontesen am 23. und 24. Juli bei Sona und Sommacampagna konzentriert angriff und schließlich am 25. Juli 1848 in der Schlacht bei Custozza den entscheidenden Sieg errang.
Auf österreichischer Seite wurden u. a. die späteren Generäle Joseph von Maroicic und Joseph Jablonski mit dem Militär-Maria-Theresien-Orden ausgezeichnet und in den Freiherrenstand erhoben, wobei Maroicic zur Erinnerung an die Schlacht das Prädikat „di Madonna del Monte“ und Jablonski das Prädikat „del Monte Berico“ erhielt.